# 山口フィナンシャルグループ
株式会社山口フィナンシャルグループ（やまぐちフィナンシャルグループ）は、山口県下関市に本社を置く金融持株会社。
傘下に地方銀行である山口銀行（山口県下関市）、北九州銀行（福岡県北九州市）、第二地方銀行であるもみじ銀行（広島県広島市）を持つ。略称はYMFG（"Y"と"M"は「Yamaguchi」と「Momiji」のそれぞれ頭文字から）、山口FG。

## 概要
2006年10月2日に山口銀行ともみじホールディングス（当時のもみじ銀行の金融持株会社）の株式移転によって新設された。当初もみじ銀行はYMFGの孫会社という形態だったが、2007年4月1日付でもみじホールディングスがもみじ銀行に吸収合併され、もみじ銀行はYMFGの直接の子会社となった。後述の通り、2011年10月3日に山口銀行の九州内の店舗を分離して北九州銀行が開業したことから、現在はYMFGの傘下に山口銀行、もみじ銀行、北九州銀行の3行が属する形となっている。
本社は山口銀行本店内に置かれている（YMFGでは、子会社化した山口銀行を大家としている）。シンボルマークは山口・もみじ両行のイメージカラーである緑とオレンジに赤を加え、「Y」と「M」をモチーフとしたものとなっており、両行のシンボルマークとは異なるものが採用された。北九州銀行開業後は、前記の3色と同行のイメージカラーである黄色のラインを「YMFG」の文字の下にそれぞれ引いた新たなシンボルマークがグループ発行の文書や各種グッズ等で用いられている。
2022年11月にブランドスローガン及びロゴ、テレビCMの刷新を発表した。
2025年7月、子会社で西日本各地の大型商業施設で来店型保険ショップを運営する保険ひろば（山口県周南市）の全保有株式を同業大手のほけんの窓口グループ（東京・千代田）に譲渡すると発表した。

## 沿革
- 2006年（平成18年）10月 - 設立。東京証券取引所市場第一部に上場。
- 2007年（平成19年）
  - 7月 - 東海東京証券との共同出資によりワイエム証券を設立。
  - 8月 - クレディセゾンとの共同出資によりワイエムセゾンを設立[広報 4]。
- 2009年（平成21年）4月 -　井筒屋ウィズカードの発行済株式全株を取得[3]。
- 2010年（平成22年）10月 -　北九州金融準備株式会社（現・北九州銀行）を設立。
- 2014年（平成26年）12月 - ワイエムリースを連結子会社化。
- 2015年（平成27年）
  - 3月27日 - ベトナムのベトコムバンクと業務提携を締結[4]。
  - 10月1日 - 連結子会社である株式会社やまぎん信用保証が株式会社やまぎんカードホールディングスを吸収合併。やまぎん信用保証がワイエム保証に商号変更[広報 5]。
- 2016年（平成28年）
  - 1月4日 - 大和証券グループ本社と共同で資産運用会社ワイエムアセットマネジメントを設立。同年5月26日業務を開始[広報 6][5]。
  - 4月 - 地銀7グループと共同設立した資産運用会社であるオールニッポン・アセットマネジメントが業務を開始[6]。
- 2017年（平成29年）10月 - 山口県の物産を県外に売り込む「地域商社やまぐち」を山口県などと協力して設立[広報 7]。
- 2021年（令和3年）11月 - アイフルとの合弁による新銀行構想をめぐり、独断で旧知の経営コンサルタントを1億円以上の報酬で雇用するなどのワンマン体質が問題視された吉村猛会長兼CEOが6月の株主総会の直後の取締役会で解任された問題をめぐり、金融庁は報告書の提出を命令。なお、10月14日に取締役会で取締役辞任を求められた吉村は辞任に応じておらず、12月24日の臨時株主総会で解任が諮られることとなり、新銀行構想は中止された[7]。

## 歴代社長
|   | 氏名     | 就任日        | 退任日        | 出身校                     |
| - | -------- | ------------- | ------------- | -------------------------- |
| 1 | 福田浩一 | 2006年10月2日 | 2016年6月29日 | 慶応義塾大学経済学部       |
| 2 | 吉村猛   | 2016年6月29日 | 2020年6月25日 | 東京大学経済学部           |
| 3 | 椋梨敬介 | 2020年6月25日 | （現職）      | 早稲田大学大学院商学研究科 |

## 北九州銀行の開業
「地域密着型金融」を謳い、山口県や広島県と共に、山口県の西隣で、山口銀行の主力営業エリアの一つとなっていた福岡県北九州市での営業活動にも力を入れてきた。2010年3月には、YMFGにより福岡県北九州市を本店とする新たな地方銀行「北九州銀行」の設立準備を発表した。設立形態としては、YMFGの子会社として準備会社を設立し、同社が銀行免許を取得した上で、九州内における山口銀行の全事業を吸収分割で継承し、旧山口銀行北九州支店を本店とする。この方法は埼玉りそな銀行の開業経緯に類似しており、実際YMFGもこれに倣ったと報じられている。
2010年度から3か年の中期経営計画に於いては、北九州銀行の設立によりYMFGの北九州市における“地元化”を推し進めると共に、山口・もみじ両行と共に山口・広島・北九州エリアで「地域別の銀行ブランド展開」を徹底し、グループ内のカード会社・証券会社と連携してYMFG全体として構造改革によるリテールビジネスを実現させたいとしている。この動きに、北九州地区で激しい貸し出しシェア争いを続ける西日本シティ銀行と福岡銀行（ふくおかフィナンシャルグループ）は警戒感を強めている。

## 2021年の経営の混乱
YMFGの前会長兼最高経営責任者（CEO）の吉村猛は、消費者金融大手アイフルとの共同出資による新銀行構想を独断で進めたとして、ほかの取締役と対立。6月の株主総会直後の臨時取締役会で、会長兼CEOから事実上解任される。
2021年10月14日、会社は臨時取締役会を開き、吉村に対し、取締役から退くよう辞任勧告を決議したと発表した。年内に臨時株主総会を開催する方針を決め、吉村の解任議案の可決を目指したが、総会直前になって吉村は辞表を提出した。

## 一つのYMFG
2013年度からの3か年中期経営計画では“地域を育み、ともに成長する金融グループ”を目標として、『一つのYMFG』というキーワードを掲げた。この計画では、企画・立案機能を持株会社に集約し、それにより発生した余剰人員を営業の現場に振り向けるとともに、3行が「根ざす地域に深く関わっていくとともに、地域同士を連携させ、地域を育んでいく」という基本方針の下で、グループ間の重複店舗の整理や支店機能の見直し等を行った上で、給与体系など各社間で統一できるものはグループで統一するなど、対内・対外認知度を高めることでグループ内での一体感を醸成することを目指すという。これに沿って2017年春から、傘下3行とも学卒採用を一本化する。

## 関係会社
連結子会社
- 株式会社山口銀行
- 株式会社もみじ銀行
- 株式会社北九州銀行
- ワイエム証券株式会社
- 株式会社井筒屋ウィズカード[注 1]
- ワイエムコンサルティング株式会社
- 株式会社YMFG ZONEプラニング
- 三友株式会社
- 株式会社ワイエム保証
- ワイエムアセットマネジメント株式会社
- ワイエムリース株式会社
- 株式会社やまぎんカード
- もみじ地所株式会社
- 株式会社ワイエムライフプランニング
- 株式会社保険ひろば
- 株式会社データ・キュービック
- 株式会社YMキャリア
- にしせと地域共創債権回収株式会社
- 株式会社イネサス
- 山口キャピタル株式会社
- 地域商社やまぐち株式会社
- もみじカード株式会社

持分法適用関連会社
- ワイエムセゾン株式会社
- 株式会社西瀬戸マリンパートナーズ

## イメージキャラクター
2013年から山口市出身の卓球選手である石川佳純をグループのイメージキャラクターに据え、一定口数の応募があった場合にグループから石川へ強化費として寄付を行うという定期預金「かすみん定期」の販売を行っていた。しかし石川は2023年5月に現役引退。2022年度販売分で販売終了した。また、2013年下期からは下関市出身のマラソンランナーである中本健太郎（安川電機所属）もイメージキャラクターとして加わっていた。
2022年12月からは傘下3行でCMなどを一新統一。「この世界で。この街で。このじぶん。YMfg」という新しいスローガンを掲げ、青木柚（あおき・ゆず）と祷キララ（いのり・きらら）を起用した「ユズとイノリ」シリーズを展開している。
シリーズのうち、「ユズの場合」では、主人公ユズの大学の先輩役として若葉竜也を起用。2023年12月より放映を開始した「ユズの場合＃2」では、会社の先輩役として高良健吾を起用している。
もみじ銀行ではこれらとは別に、広島東洋カープの選手を起用した独自の広告活動を行っている。